# 中瑞西北科学考查团
中瑞西北科学考查团是由斯文·赫定和徐炳昶带队，于1927年至1935年间深入中国西北地区进行系列科学考查的科考团队。

## 简介
这次探险是斯文·赫定的第四次中亚探险（1927年－1935年），科考队成员主要由瑞典和中国组成，前后达45人。8年科考发表了大量研究成果，在考古学、植物学、地质地理、气象学等多个科学领域都有重大贡献。斯文·赫定作为探险家和地图测绘家被汉莎航空邀请组织此次探险。斯文·赫定通过时任中国地质局顾问的地质学家、考古学家安特生获得中方学界参与。斯文·赫定留下大量科考探险过程的记录，身后由斯文·赫定基金会管理，基金会将其中的中国西北科考的绝大部分资料托付于瑞典民族学博物馆收藏。博物馆陆续将馆藏档案电子化公开化，关于斯文·赫定第四次探险的在线资料达10253份(2018-4-12)。

## 考查过程[5]

### 一九二六年
十一月二十日，瑞典探险家斯文赫定到达北京，与中国政府协商，协商内容为德国汉莎航空公司开辟一条由德国柏林到中国的航线，并且组织一次对中国西北的航空探险和科考活动。

### 一九二七年
二月份其获得北洋政府的批准，地质调查所所长与斯文赫定签订了协议，同意以西方队员为主并将采集物先行送交瑞典进行研究的考察方案。三月，北京各学术团体在北京大学联合召开紧急会议，成立“中国学术团体协会”，发表《反对外国随意采取中国古物之宣言》（见下） 四月二十六日，协会与斯文赫定在北大研究所国学门签订合作协议，组成西北科学考查团理事会，推举李四光等九名理事。随后成立西北科学考查团，外方团员十八人，中方团员十人，徐炳昶、斯文赫定分任中外团长。
五月九日，考查团员由北京西直门火车站乘专车出发前往包头，开始考查征程。
六月以来，考查团在内蒙古、甘肃一带进行考查。黄文弼发现元代赵王城遗址和明代阿勒坦汗碑，丁道衡发现白云鄂博铁矿。九月，考查团到达额济纳河，在此重点考查一个多月。钱默满（Eduard Zimmermann）、马叶谦等在额济纳河建立葱都尔气象台。十一月，各队陆续出发前往新疆。

### 一九二八年
一月八日，大部队到达哈密，开始新疆地区的考查。二月以来，气象组在新疆的乌鲁木齐、若羌，库车和青海的铁木里克设立气象台，并在博格达等多处建立高山观测站。三月以后，中外团员分组在罗布泊，天山南北麓考查。九十月间，袁复礼等在北疆考察，首次发现恐龙化石。

### 一九二九年
一月十六日，理事会开会决定延长两年考查时间，并增派团员，发行纪念邮票。二月，双方团长在南京获得学界支持，政府批准延期计划。郝德（Waldemar Haude）在七克台建立气象台。四月，黄文弼进入塔克拉玛干沙漠，沿和田河考查。五、六月间，袁复礼在阜康挖掘到二叠纪、三叠纪时代的动物化石。十月、第二批团员布林（Birgerb Bohlin）、陈宗器等赴内蒙古考查。

### 一九三零年
一月，贝歇尔（Gerhard Bexel）在内蒙古乌托亥发现大批恐龙化石。二月，黄文弼在吐鲁番地区进行古墓群挖掘，获得大量陶器、墓表。三月，赫默尔（David Hummel）与郝景盛等赴甘肃、青海考查。四月，黄文弼进入罗布泊考查，发现土垠遗址。七月，贝格曼（Folke Bergman）在额济纳旗黑城附近发掘出土大量汉简，既居延汉简。八月以来，袁复礼先后在吉木萨尔和奇台发现多处爬行动物化石。布林在河西走廊发现恐龙化石。十二月，霍涅尔（Nils Horner）、陈宗器进入罗布泊荒原考查。理事会决定考查期限再延长二年。

### 一九三一年
二月六日，西北科考团体第一次展览会在北京女子师范大学研究院展出。二月十六日，新团员胡振铎、徐近之由南京到北京，随郝德去内蒙古考查。三月，考查团获得行政院批准，再延期二年，至一九三三年五月八日结束考查。四月，气象组在包头西北益诚公设立气象台。贝格曼等在额济纳河多处遗址发掘，前后获得两汉木简一万余枚，史称“居延汉简”。霍涅尔与陈宗器完成对罗布泊的测绘。八月，刘慎谔退出中法考察团，加入西北科考团，进入天山、南疆、藏北考察一年多，获得植物标本四千五百余号。九月，郝德前往额济纳河东岸建立瓦窑淘莱气象台。

### 一九三二年
一月五日，斯文赫定在瑞典斯德哥尔摩举办展览会。三月，袁复礼在宁夏、内蒙古交界处的栅栏呼都克发现白垩纪恐龙化石。六月三日，西北科考团纪念邮票发行，一套四枚，所得款项作为整理研究费用。霍涅尔，陈宗器全年在额济纳河以待考察。

### 一九三三年
五月八日，霍涅尔、陈宗器自额济纳河回到北京。六年考察圆满结束。八月中旬，斯文赫定被聘为民国政府铁道部顾问，组成绥新公路查勘队，乘汽车考察通往新疆的道路，成为西北科考团的延续。十月二十一日，斯文赫定率队出发去归化。（未完）

## 《反对外国随意采取中国古物之宣言》原文[6]
凡一国内所有之特种学术材料，如历史材料，及稀有之古生物、动植矿等材料，因便利研究，尊重国权等理由胥宜由本国各学术团体自为妥实保存，以供学者之研究，绝对不允输出国外。乃近数十年来，常有外人所组织之采集队，擅往中国各处搜掘，将我国最稀有之学术材料，如甘肃、新疆之有脊动物化石，陕甘川贵之植物，莫不大宗捆载以去。当时虽亦有人呼号反对，而政府社会，置若罔闻，不惟国权丧失，且因材料分散，研究不便，致学术上受莫大之损失，兴言及此，良堪痛心。
近且闻有瑞典人斯文赫丁组织大队，希图尽攫我国所有特种之学术材料。观其西文原名为Sven Hedin Central Asia Expelitian［斯文赫定中亚探险队］已令人不能忍受。夫Expelitian［探险］一字，含有搜求、远征等义，对于巴比伦、迦太基等现代不存之国家，或可一用，独立国家断未有能腼颜忍受者。试问如有我国学者对于瑞典组织相类之团体，瑞典国家是否能不认为侮蔑。同人等痛国权之丧失，惧特种学术材料之攘夺将尽，我国学术之前途，将蒙无可补救之损失，故联合宣言，对于斯文赫丁此种国际上学术上之不道德行为，极端反对。
我国近年因时局不靖，致学术事业未能充分进行，实堪慨叹。但同人等数年来就绵力所及，谋本国文化之发展已有相当之效果。现更鉴有合作之必要，组织联合团体，作大规模之计画，加速进行，将来并可将采集或研究之所得，与世界学者共同讨论。一方面对于侵犯国权损害学术之一切不良行为，　自当本此宣言之精神，联合全国学术团体，妥筹办法，督促政府严加禁止，深望邦人君子急起直追，庶几中国文化之前途，有所保障，幸甚幸甚。
北京学术团体联席会议，北京大学考古学会，历史博物馆，古物陈列所，故宫［博物］院，清华学校研究院，中华图书馆协会，中央观象台，天文学会，中国画研究会。

## 中方成员[7][8]
- 徐炳昶（Siu Ping Ch'ang），中方团长，1927年－1928年及1928年－1929年参与考察。
- 袁复礼（Yuan Fu Li），1927年－1928年及1928年－1932年参与考察。
- 黄文弼（Huang Wen-Pi），1927年－1928年及1928年－1930年参与考察。
- 丁道衡（Ting Tai-Heng），1927年－1928年及1928年－1930年参与考察。
- 龚元忠（Kung Yuang-Chung），1927年－1928年及1928－1930年参与考察。摄影师。
- 詹蕃勋（Chan Fan-Hsün），1927年－1928年，1928年参与考察。水利工程师。
- 崔鹤峰（Ts’ui He Feng），1927年－1928年参与考察。
- 李宪之（Li Hsieh-Chih），1927年－1928年及1928年－1930年参与考察。
- 马叶谦（Ma Hsieh-Ch'ien），1927年－1928年及1928年－1929年参与考察。
- 刘衍淮（Liu Yen-Huai），1927年－1928年及1928年－1930年参与考察。
- 陈宗器（Chen Parker C.），1929年－1933年及1933年－1935年参与考察。（页面存档备份，存于）
- 郝景盛（Hao Chang-Shen），1930年－1931年参与考察。植物学家。
- 徐近之（Hsü Chin-Tse），1931年－1932年参与考察。
- 胡振铎（Hu Chen-Tao），1931年－1932年参与考察。
- 龚继成（Kung C.C.），1933年－1935年参与考察。 （页面存档备份，存于）
- 尤寅照（Yew, Irving C.），1933年－1935年参与考察。

*括号内为斯文赫定基金会标注的姓名拼写。